# Greg Hill
Greg Hill (n. 28 decembrie 1983) este un actor și compozitor american. Este cunoscut pentru următoarele filme: Operation Finale (2018), South of Heaven (2021) și Sneaky Pete (2015).

## Biografie
Greg Hill s-a născut la 28 decembrie 1983 în Orange, California de Sud, fiul lui Nancy Anderson și al lui Gregory Alan Hill, fost pilot de motocross profesionist.
A crescut în Corona, California. Hill a participat la mini-proiecte muzicale cu trupe care au făcut turnee în țară.
A început să joace de la o vârstă fragedă.
În 2010, Greg Hill a jucat un rol principal în filmul de debut al lui Brad Michael Elmore, Wolfman’s Hammer, lansat în 2011. Piesa lui Greg a atras atenția lui Chris Weitz, care l-a invitat pe Greg să joace în filmul Operația finală.
De asemenea, a participat la numeroase emisiuni de televiziune și filme, inclusiv Sneaky Pete pentru Amazon și Bit.

## Filmografie
- Octoroon (2021) Domnule Hancock
- To Be You Howard (2021)
- South of Heaven (2021) Sam
- Fuzz & Malloy (2019) Stenograful
- Perfect Harmony (2019) Bar patron
- Bit (2019) Vlad
- Sneaky Pete (2019) Nicky
- Underpass (2018)
- Thieves (2018) Miles Greivous
- Operation Finale (2018) Moshe Tabor
- Boogeyman Pop (2018) Matt
- Blue Encore (2018) Johnny
- Drug Lords (2018) Anton Bruinsma
- The Ribbon on the Kite (2017) Daerik
- Kettle Black (2017)
- Cadavers (2017) Proprietar de club
- Hostage Do or Die (2011) Detectivul John Powell
- The Wolfman's Hammer (2011) Arron Ingold
- In My Sleep (2010) Jon
- Lucid (2009) Chance Walker